# Tolumnia bahamensis
Tolumnia bahamensis är en orkidéart som först beskrevs av George Valentine Nash, och fick sitt nu gällande namn av Guido Jozef Braem. Tolumnia bahamensis ingår i släktet Tolumnia och familjen orkidéer. Inga underarter finns listade i Catalogue of Life.